# American Idol
American Idol es un programa de telerrealidad estadounidense de concurso de canto creada por Simon Fuller, producida por Fremantle North America y 19 Entertainment, y distribuida por Fremantle North America. Se emitió en Fox del 11 de junio de 2002 al 7 de abril de 2016, durante 15 temporadas. Estuvo en pausa durante dos años hasta el 11 de marzo de 2018, cuando un revival de la serie comenzó a emitirse en ABC.
Comenzó como una adición al formato Idol que se basaba en la serie británica Pop Idol, en el que su primera temporada, ganada Will Young, terminó cuatro meses antes de que comenzara el programa, que más tarde se convirtió en uno de los programas de mayor éxito de la historia de la televisión estadounidense. El concepto de la serie consiste en descubrir estrellas de la música entre cantantes independientes, con el ganador siendo determinado por los telespectadores estadounidenses mediante llamadas telefónicas, plataformas de Internet y votaciones por SMS. Los ganadores de las veintitrés primeras temporadas, elegidos por los telespectadores, son Kelly Clarkson, Ruben Studdard, Fantasia Barrino, Carrie Underwood, Taylor Hicks, Jordin Sparks, David Cook, Kris Allen, Lee DeWyze, Scotty McCreery, Phillip Phillips, Candice Glover, Caleb Johnson, Nick Fradiani, Trent Harmon, Maddie Poppe, Laine Hardy, Just Sam, Chayce Beckham, Noah Thompson, Iam Tongi, Abi Carter y Jamal Roberts.
American Idol cuenta con un selecto panel de jueces que critican las presentaciones de los concursantes. Los jueces originales, de la primera a la octava temporada, fueron el productor discográfico y director musical Randy Jackson, la cantante y coreógrafa Paula Abdul y el ejecutivo y director musical Simon Cowell. El jurado de las tres últimas temporadas en Fox estuvo formado por los cantantes Keith Urban, Jennifer Lopez y Harry Connick Jr. La decimosexta temporada contó con tres nuevos jueces: los cantantes Luke Bryan, Katy Perry y Lionel Richie. A partir de la vigesimotercera temporada, Carrie Underwood sustituyó a Perry, junto a los jueces Bryan y Richie. El presentador de televisión Ryan Seacrest ha sido el anfitrión del programa durante toda su trayectoria, salvo en la temporada inaugural, cuando el cómico Brian Dunkleman se unió a Seacrest como copresentador.
El éxito de American Idol ha sido calificado de «sin precedentes en la historia de la radiodifusión». Un ejecutivo de la competencia dijo que la serie era «el programa más impactante de la historia de la televisión». Se convirtió en un trampolín reconocido para lanzar la carrera de muchos artistas como auténticas estrellas. Según la revista Billboard, en sus diez primeros años, «Idol ha generado 345 éxitos en las listas de Billboard y un pelotón de ídolos del pop, como Kelly Clarkson, Carrie Underwood, Chris Daughtry, Fantasia, Ruben Studdard, Jennifer Hudson, Clay Aiken, Adam Lambert y Jordin Sparks sin dejar de ser un monstruo de la audiencia televisiva». Durante ocho años consecutivos, desde la temporada de televisión 2003-2004 hasta la temporada 2010-2011, su programa de presentaciones o su programa de resultados ocuparon el primer puesto en los índices de audiencia de la televisión estadounidense.

## Historia
American Idol se basó en el programa británico Pop Idol, creado por Simon Fuller, que a su vez se inspiró en el concurso televisivo de canto neozelandés Popstars. El productor de televisión Nigel Lythgoe vio una versión en Australia y ayudó a traerla a Gran Bretaña. Fuller se inspiró en la idea de Popstars de emplear un panel de jueces para seleccionar a los cantantes en las audiciones. Luego añadió otros elementos, como las votaciones telefónicas del público (que en aquella época ya se utilizaban en programas como el Festival de la Canción de Eurovisión), el drama de las historias de fondo y la telenovela de la vida real que se desarrollaba en tiempo real. Pop Idol se estrenó en Gran Bretaña en 2001 con Lythgoe como showrunner, productor ejecutivo y jefe de producción, y Simon Cowell como uno de los jueces, teniendo éxito entre el público.
En 2001, Fuller, Cowell y el productor de televisión Simon Jones intentaron vender el formato de Pop Idol a Estados Unidos, pero la idea recibió al principio una mala acogida por parte de todas las cadenas de televisión, incluidas UPN y Fox. Sin embargo, Rupert Murdoch, jefe de la empresa matriz de Fox, fue convencido más tarde para comprar la serie por su hija, Elisabeth, que había visto el programa británico. Aunque los ejecutivos de Fox querían cambiar el formato, Murdoch insistió en que debía seguir siendo el mismo que el británico. No obstante, se introdujo un cambio debido a la presencia de múltiples husos horarios en Estados Unidos, que hacía poco práctico que el país votara en el mismo periodo de tiempo, por lo que se añadió un programa de resultados adicional de media hora al día siguiente del programa de presentaciones. El programa pasó a llamarse American Idol: The Search for a Superstar y se estrenó en el verano de 2002. En un principio, se ofreció a Cowell el puesto de showrunner, pero lo rechazó; Lythgoe asumió el cargo. Para sorpresa de Cowell y Fox, se convirtió en uno de los mayores programas del verano. Tras su exitoso lanzamiento en verano, el programa se trasladó a enero y se amplió. El programa se convirtió en un fenómeno, en gran parte debido a su compromiso personal con los concursantes, al incitar a los espectadores a votar, y a la presencia del ácido Cowell como juez. En 2004 se había convertido en el programa más visto de la televisión estadounidense, posición que mantuvo durante siete temporadas consecutivas hasta 2011.
Sin embargo, tras unos años de fuerte descenso de audiencia a partir de 2012, con caídas de audiencia de más del 20% cada temporada, la decimoquinta temporada sería la última en Fox, finalizando su emisión en abril de 2016. En mayo de 2017, ABC adquirió los derechos de la serie y el programa regresó para la temporada televisiva 2017-2018. La primera temporada de la serie revivida, o la decimosexta temporada en general, comenzó a emitirse en marzo de 2018. Siete temporadas se han emitido en ABC hasta mayo de 2024.

## Jueces y presentadores

### Jueces
En un principio, el programa iba a contar con cuatro jueces siguiendo el formato de Pop Idol, pero en la primera temporada sólo se habían seleccionado tres, Randy Jackson, Paula Abdul y Simon Cowell. En un principio se eligió a un cuarto juez, el DJ radiofónico Stryker, pero abandonó alegando «problemas de imagen». En la segunda temporada, la personalidad de la radio neoyorquina Angie Martinez había sido contratada como cuarta juez, pero se retiró tras sólo unos días de audiciones, debido a que se sentía incómoda repartiendo críticas. El programa decidió continuar con el formato de tres jueces hasta la octava temporada. Los tres jueces originales permanecieron en el jurado durante ocho temporadas.
En la octava temporada, la cantautora y productora discográfica nominada a los Premios Grammy Latinos, Kara DioGuardi, se incorporó como cuarta juez. Abdul dejó el programa en 2009, tras la octava temporada, al no llegar a un acuerdo con los productores. La presentadora Ellen DeGeneres, ganadora de un premio Emmy, sustituyó a Abdul en la novena temporada, pero la abandonó en 2010 tras sólo una temporada. DioGuardi fue despedida de American Idol en 2010 tras dos temporadas, ya que los productores preferían volver al panel de jueces de tres personas que se utilizaba antes de la aparición de DioGuardi en el programa. Cowell también dejó el programa en 2010 para presentar la versión estadounidense de su programa The X Factor en 2011. Jackson fue el único juez de la novena temporada que regresó para la décima.
Jennifer Lopez y Steven Tyler se unieron al panel de jueces en la décima temporada, pero ambos lo abandonaron en 2012 tras dos temporadas. Jackson fue el único juez de la undécima temporada que regresó para la duodécima. Fueron sustituidos por tres nuevos jueces, Mariah Carey, Nicki Minaj y Keith Urban, , que se unieron a Jackson en la duodécima temporada. Sin embargo, tanto Carey como Minaj se marcharon después de una temporada. Jackson también abandonó la mesa de jueces después de doce temporadas, pero volvería como mentor interno para la decimotercera temporada en 2014, tras lo cual dejó el programa de forma permanente.
Urban fue el único juez de la duodécima temporada que regresó para la decimotercera. Después de un receso de una temporada, López regresó a American Idol para la decimotercera temporada, y se le unió el exmentor Harry Connick Jr. Después de esto, López, Urban y Connick Jr. permanecieron en el programa hasta su cancelación después de la decimoquinta temporada en 2016.
Cuando el programa fue revivido por ABC en 2018, Katy Perry, Luke Bryan y Lionel Richie fueron seleccionados como jueces, marcando la decimosexta temporada de Idol. Bryan y Richie han permanecido en el programa desde entonces, mientras que Perry dejó el programa en mayo de 2024 después de siete temporadas. El 31 de julio de 2024, los informes publicados anunciaron que la exganadora de Idol, Carrie Underwood, sería la sustituta de Perry, uniéndose a Bryan y Richie para la vigésimo tercera temporada.
Ocasionalmente pueden aparecer jueces invitados. En la segunda temporada, se utilizaron jueces invitados como Richie y Gladys Knight, y en la tercera temporada a Donna Summer, Quentin Tarantino, Gloria Estefan y algunos de los mentores también se unieron como jueces para criticar las actuaciones en las rondas finales. Esporádicamente se recurría a jueces invitados durante las rondas de audición: Gene Simmons, LL Cool J, Brandy, Mark McGrath y Kenny Loggins en la cuarta temporada; Carole Bayer Sager, Jewel y Olivia Newton-John en la sexta temporada; Shania Twain, Neil Patrick Harris, Avril Lavigne, Mary J. Blige, Joe Jonas, Kristin Chenoweth, Victoria Beckham y Perry en la novena temporada (sustituyendo en la silla vacante, antes de que DeGeneres fuera contratada); y Adam Lambert sustituyó a Urban en una audición durante la decimocuarta temporada. En la versión de ABC, se produjeron dos casos durante los programas en directo: Abdul sustituyó a Bryan en un episodio de la decimonovena temporada, mientras que Alanis Morissette y Ed Sheeran sustituyeron a Perry y Richie en un episodio de la vigesimoprimera temporada.

### Presentadores
La primera temporada estuvo copresentada por Ryan Seacrest y Brian Dunkleman, siguiendo el formato de Pop Idol de utilizar dos presentadores. Posteriormente, Dunkleman abandonó el programa, or lo que Seacrest se convirtió en el único presentador a partir de la segunda temporada, en 2003.
Seacrest ha permanecido como único presentador de American Idol desde entonces, con la excepción del periodo de interrupción de dos años entre 2016 y 2018, así como el 8 de abril de 2019, durante la decimoséptima temporada, cuando Bobby Bones sustituyó a Seacrest después de que este cayera enfermo. Dunkleman, sin embargo, regresó para el final inicial de la serie en Fox en 2016 como invitado.

### Cronología del elenco
Clave de color:
     Presentador
     Presentador invitado
     Juez
     Juez invitado
     Concursante
     Mentor interno
     Mentor invitado
     Director musical
     Entrenador vocal
| Ryan Seacrest     | ● | ● | ● | ● | ● | ● | ● | ● | ● | ● | ● | ● | ● | ●  | ● | ● | ●1 | ● | ● | ● | ● | ● | ● |  |  |  |  |
| Brian Dunkleman   | ● |   |   |   |   |   |   |   |   |   |   |   |   |    |   |   |    |   |   |   |   |   |   |  |  |  |  |
| Paula Abdul       | ● | ● | ● | ● | ● | ● | ● | ● |   |   |   |   |   |    |   |   |    |   | ● |   |   |   |   |  |  |  |  |
| Simon Cowell      | ● | ● | ● | ● | ● | ● | ● | ● | ● |   |   |   |   |    |   |   |    |   |   |   |   |   |   |  |  |  |  |
| Randy Jackson     | ● | ● | ● | ● | ● | ● | ● | ● | ● | ● | ● | ● | ● |    |   |   |    |   |   |   |   |   |   |  |  |  |  |
| Kara DioGuardi    |   |   |   |   |   |   |   | ● | ● |   |   |   |   |    |   |   |    |   |   |   |   |   |   |  |  |  |  |
| Ellen DeGeneres   |   |   |   |   |   |   |   |   | ● |   |   |   |   |    |   |   |    |   |   |   |   |   |   |  |  |  |  |
| Jennifer Lopez    |   |   |   |   |   | ● |   |   |   | ● | ● |   | ● | ●  | ● |   |    |   |   |   |   |   |   |  |  |  |  |
| Steven Tyler      |   |   |   |   |   |   |   |   |   | ● | ● |   |   |    |   |   |    |   |   |   |   |   |   |  |  |  |  |
| Mariah Carey      |   |   |   |   |   |   | ● |   |   |   |   | ● |   |    |   |   |    |   |   |   |   |   |   |  |  |  |  |
| Nicki Minaj       |   |   |   |   |   |   |   |   |   |   |   | ● |   |    |   |   |    |   |   |   |   |   |   |  |  |  |  |
| Keith Urban       |   |   |   |   |   |   |   |   |   |   |   | ● | ● | ●  | ● |   |    |   |   |   | ● |   |   |  |  |  |  |
| Harry Connick Jr. |   |   |   |   |   |   |   |   | ● |   |   | ● | ● | ●  | ● |   |    |   |   |   |   |   |   |  |  |  |  |
| Luke Bryan        |   |   |   |   |   |   |   |   |   |   |   |   |   |    |   | ● | ●  | ● | ● | ● | ● | ● | ● |  |  |  |  |
| Katy Perry        |   |   |   |   |   |   |   |   | ● |   |   |   |   |    |   | ● | ●  | ● | ● | ● | ● | ● |   |  |  |  |  |
| Lionel Richie     |   | ● |   |   |   |   |   |   |   |   |   |   |   |    |   | ● | ●  | ● | ● | ● | ● | ● | ● |  |  |  |  |
| Carrie Underwood  |   |   |   | ● |   |   |   |   |   |   |   |   |   |    |   | ● |    |   |   | ● |   |   | ● |  |  |  |  |
| Kelly Clarkson    | ● |   |   |   |   |   |   |   |   |   |   |   |   | ●  | ● |   |    |   |   |   |   |   |   |  |  |  |  |
| Adam Lambert      |   |   |   |   |   |   |   | ● | ● |   |   |   |   | ●2 |   |   | ●  |   |   |   | ● |   |   |  |  |  |  |
| Jimmy Iovine      |   |   |   |   |   |   |   |   |   | ● | ● | ● |   |    |   |   |    |   |   |   |   |   |   |  |  |  |  |
| Scott Borchetta   |   |   |   |   |   |   |   |   |   |   |   |   |   | ●  | ● |   |    |   |   |   |   |   |   |  |  |  |  |
| Bobby Bones       |   |   |   |   |   |   |   |   |   |   |   |   |   |    |   | ● | ●  | ● | ● |   |   |   |   |  |  |  |  |
| Rickey Minor      |   |   |   | ● | ● | ● | ● | ● | ● |   |   |   | ● | ●  | ● |   |    |   |   |   |   |   |   |  |  |  |  |
| Ray Chew          |   |   |   |   |   |   |   |   |   | ● | ● | ● |   |    |   |   |    |   |   |   |   |   |   |  |  |  |  |
| Kris Pooley       |   |   |   |   |   |   |   |   |   |   |   |   |   |    |   | ● | ●  | ● | ● | ● | ● | ● | ● |  |  |  |  |
| Debra Byrd        | ● | ● | ● | ● | ● | ● | ● | ● | ● | ● |   |   |   |    |   |   |    |   |   |   |   |   |   |  |  |  |  |
| Peggi Blu         |   |   |   |   |   |   |   |   |   | ● | ● |   |   |    |   |   |    |   |   |   |   |   |   |  |  |  |  |

Notas
- 1 Bones sustituyó a Seacrest en el segundo episodio de «Top 20 Duets» de la temporada 17, además de ser un mentor interno durante toda la temporada.
- 2 Lambert sustituyó a Urban en una de las audiciones de la temporada 14 (en Nueva York) debido a una emergencia familiar de este último.

## Proceso de selección
En una serie de pasos, el programa selecciona al ganador final entre miles de concursantes.

### Elección de un participante
Los concursantes pueden tener entre quince y veintiocho años. El límite de edad inicial era de dieciséis a veinticuatro años en las tres primeras temporadas, pero el límite superior se elevó a veintiocho en la cuarta temporada, y el inferior se redujo a quince en la décima. Los concursantes deben ser residentes legales en Estados Unidos, no pueden haber pasado a fases concretas del concurso en temporadas anteriores y no deben tener un contrato de grabación o de representación de talentos en vigor en la fase semifinal (en años anteriores, en la fase de audición).

### Audiciones iniciales
Durante las dieciocho primeras temporadas, los concursantes pasaron al menos por tres series de cortes. La primera consistía en una breve audición con otros concursantes ante selectores entre los que podía figurar uno de los productores del programa. Aunque las audiciones pueden superar las 10.000 personas en cada ciudad, sólo unos cientos de ellas superan la ronda preliminar de audiciones. A continuación, los concursantes seleccionados cantan ante los productores, donde pueden ser eliminados. Sólo entonces pueden pasar a la audición ante los jueces, que es la única que se retransmite por televisión. Los seleccionados por los jueces son enviados a Hollywood. Entre 10 y 60 personas de cada ciudad pueden llegar a Hollywood (la media total es de entre 150 y 200).
A partir de la decimonovena temporada, los concursantes solicitan una entrevista Zoom y realizan una audición a distancia para los productores del programa. Si la audición va bien, entonces invitarán a los concursantes a una audición delante de los jueces, en una de las ciudades de audición.

### Semana de Hollywood
Una vez en Hollywood, los concursantes actúan individualmente o en grupos en una serie de rondas. Hasta la décima temporada, solía haber tres rondas de eliminaciones en Hollywood. En la primera ronda, los concursantes salían en grupos pero cantaban individualmente. En la siguiente ronda, los concursantes se ponían en pequeños grupos e interpretaban una canción juntos. En la ronda final, los concursantes cantaban en solitario con una canción de su elección a capela o acompañados por una banda, dependiendo de la temporada. En la segunda y tercera temporadas, también se pidió a los concursantes que escribieran una letra o melodía original en una ronda adicional después de la primera. En la séptima temporada, se eliminó la ronda de grupos y los concursantes pudieron, tras una primera presentación en solitario y con la aprobación de los jueces, saltarse una segunda ronda en solitario y pasar directamente a la ronda final de Hollywood. En la duodécima temporada, los productores ejecutivos dividieron a las mujeres y a los hombres y eligieron a los miembros que formarían los grupos en la ronda de grupos.
En las temporadas décima y undécima, se añadió una ronda adicional en Las Vegas, en la que los concursantes actuaban en grupos basados en un tema, seguida de una ronda final en solitario para determinar los semifinalistas. Al final de esta fase del concurso, se seleccionaban entre 24 y 36 concursantes para pasar a la semifinal. En la duodécima temporada, la ronda de Las Vegas se convirtió en una ronda de muerte súbita, en la que los jueces tenían que elegir a cinco chicos y cinco chicas cada noche (cuatro noches) para quedar entre los veinte primeros. En la decimotercera temporada, se eliminó la ronda de Las Vegas y se añadió una nueva ronda llamada «Hollywood o casa», en la que si los jueces no estaban seguros de algunos concursantes, éstos debían actuar poco después de aterrizar en Los Ángeles, y los que no lograban impresionar eran enviados de vuelta a casa antes de llegar a Hollywood. En la decimocuarta temporada, se suprimió la ronda «Hollywood o casa» y se añadió la ronda de exhibición, en la que los concursantes cantaban en el House of Blues o en un auditorio para los jueces y el público en directo, y estas actuaciones determinaban quién entraba entre los 24 mejores. En las temporadas decimoséptima y decimoctava, la ronda de exhibición tuvo lugar en Hawái. A partir de la decimonovena temporada, se utilizó una ronda de espectáculos.

### Votación de los televidentes
A partir de las semifinales, el destino de los participantes lo decide la votación del público. Durante las presentaciones de los participantes como en el resumen al final, un número 900 para cada participante se muestra en la pantalla. Durante un periodo de dos horas desde que termina el episodio (y hasta cuatro horas para la final) en cada zona horaria de EE. UU., los televidentes pueden llamar o enviar un mensaje de texto al número de su participante favorito, y cada llamada o mensaje de texto es registrado como un voto para ese participante. A los televidentes se les permite votar todas las veces que puedan dentro de las dos horas límite de votación; sin embargo, el programa se reserva el derecho de desechar los votos por cada marcador. Uno o más de los participantes menos populares pueden ser eliminados en semanas sucesivas hasta que se escoja el ganador. Alrededor de 110 millones de votos fueron recibidos en la primera temporada, y para la temporada 8, el total se incrementó a 624 millones. La votación vía mensajes de texto estuvo disponible en la segunda temporada cuando AT&T Wireless se unió como auspiciador del programa, y 7,5 millones de mensajes de texto se enviaron a American Idol esa temporada. El número de mensajes de texto se incrementó rápidamente, llegando a picos de 178 millones de mensajes en la octava temporada. La votación en línea estuvo disponible por primera vez en la temporada 10. Los votos son contabilizados y verificados por Telescope Inc.

### Semifinales
En las primeras tres temporadas, como en las temporadas 8 y 10, los semifinalistas fueron divididas en diferentes grupos para presentarse individualmente en sus respectivas noches. En la primera temporada, hubo tres grupos de diez, y los tres mejores participantes de cada grupo pasaban a las finales. En las temporadas 2 y 3, hubo cuatro grupos de ocho, y los mejores dos de cada grupo eran elegidos. En la temporada 8 hubo tres grupos de doce, y tres participantes pasaban de ronda – el hombre más votado, la mujer más votada, y el siguiente cantante más votado. En la temporada 10, las chicas y los chicos se presentaron en noches diferentes y cinco de ellos eran elegidos. Estas cinco temporadas también tuvieron una ronda de comodín donde los participantes que no continuaban en competición tenían una oportunidad más. En la primera temporada, se le daba el comodín a un solo participante, que era elegido por los jueces, dando un total de diez finalistas. En las temporadas 2 y 3, cada uno de los tres jueces defendía a un participante y era el cuarto en pasar a las finales, completando los doce finalistas. En la octava temporada, cuatro eran elegidos por el jurado para obtener trece finalistas. En la décima temporada, se dieron tres comodines, nuevamente para obtener un total de trece finalistas.
Desde la cuarta temporada hasta la séptima, como en la novena, los veinticuatro semifinalistas eran divididos por género con el fin de garantizar la misma cantidad de personas por género en el Top 12. Los hombres y mujeres cantaban separadamente en noches consecutivas, y los dos menos votados de cada grupo eran eliminados hasta que solamente quedaran seis de cada género para conformar el Top 12.

### Finales
Las finales fueron transmitidas en horas de mayor audiencia por CBS Television City en Los Ángeles, delante de la audiencia de un estudio en vivo, durante ocho semanas en la primera temporada y once semanas en las temporadas siguientes hasta la temporada 10 que dura doce semanas. Cada finalista presenta una canción o canciones elegidas de un tema semanal. Los temas pueden estar basados en un género musical como Motown, Disco o Big band, canciones de artistas como Michael Jackson, Elvis Presley o The Beatles, o temas más genéricos como éxitos n.º 1 de los Billboard o canciones del año de nacimiento de los participantes. Los participantes usualmente trabajan con un mentor famoso relacionado con el tema. En la temporada 10, Jimmy Iovine fue invitado como mentor en lugar de un mentor famoso semanalmente. Inicialmente, los participantes cantaban una canción cada semana, pero esto se incrementó a dos canciones desde el top 4 o 5 en adelante, luego tres canciones para el top 2 o 3.
Los participantes más populares no son usualmente revelados en el show de resultados, en cambio, típicamente los tres participantes (dos en rondas siguientes) que reciben la menor cantidad de votos son llamados al centro del escenario. Uno de estos tres es salvado, los dos restantes, sin embargo, no siempre ambos obtuvieron la menor cantidad de votos. El participante con la menor cantidad de votos es luego revelado y eliminado de la competición. Un montaje del participante eliminado se pone y dan su presentación final. Sin embargo, empezando la octava temporada, los jueces pueden anular la decisión de los televidentes con la "Salvación del Juez" – donde ellos pueden salvar a un participante en una decisión unánime, pero dos serán eliminados la siguiente semana. La salvación puede ser usada solamente una vez, y solamente antes del top 5.
En la final, los dos participantes que quedan se presentan para determinar al ganador. En las primeras seis temporadas, aparte de la temporada dos, la final era transmitida desde el Teatro Kodak, que tiene una capacidad para una audiencia de aproximadamente 3400 personas. La final de la segunda temporada se realizó en el Anfiteatro Gibson. Desde la temporada 7 en adelante, el escenario se cambió por el Teatro Nokia, que tiene un aforo de aproximadamente 7000 personas. Le sigue un show de resultados especial de dos horas la noche siguiente donde se anuncia al ganador al final.

### Recompensa para el ganador y finalistas
El ganador recibe un contrato de grabación con una discográfica importante, que puede ser de hasta seis álbumes en siete años, y obtiene un contrato de dirección con afiliados de American Idol como 19 Management (que tiene la primera opción de firmar a todos los participantes), como también algunos otros contratos lucrativos. Todos los previos ganadores, según se informa, ganaron al menos 1 millón de dólares en su primer año como ganadores. Todos los segundos lugares de las primeras nueve temporadas, tanto como otros finalistas, también han recibido contrato de grabación con discográficas importantes. Todos los finalistas del top 10 ganaron el privilegio de ir a una gira donde cada uno de los participantes podría ganar una cifra millonaria de dinero. La décima temporada es la primera en tener once finalistas yendo de gira.

## Temporadas
| Temporada | Temporada | Episodios | Episodios | Emisión original      | Emisión original        | Emisión original | Ganador(a)       | Subcampeón(a)        |
| Temporada | Temporada | Episodios | Episodios | Primera emisión       | Última emisión          | Cadena           | Ganador(a)       | Subcampeón(a)        |
| --------- | --------- | --------- | --------- | --------------------- | ----------------------- | ---------------- | ---------------- | -------------------- |
|           | 1         | 25        | 25        | 11 de junio de 2002   | 4 de septiembre de 2002 | Fox              | Kelly Clarkson   | Justin Guarini       |
|           | 2         | 40        | 40        | 21 de enero de 2003   | 21 de mayo de 2003      | Fox              | Ruben Studdard   | Clay Aiken           |
|           | 3         | 44        | 44        | 19 de enero de 2004   | 26 de mayo de 2004      | Fox              | Fantasia Barrino | Diana DeGarmo        |
|           | 4         | 43        | 43        | 18 de enero de 2005   | 25 de mayo de 2005      | Fox              | Carrie Underwood | Bo Bice              |
|           | 5         | 41        | 41        | 17 de enero de 2006   | 24 de mayo de 2006      | Fox              | Taylor Hicks     | Katharine McPhee     |
|           | 6         | 41        | 41        | 16 de enero de 2007   | 23 de mayo de 2007      | Fox              | Jordin Sparks    | Blake Lewis          |
|           | 7         | 42        | 42        | 15 de enero de 2008   | 21 de mayo de 2008      | Fox              | David Cook       | David Archuleta      |
|           | 8         | 40        | 40        | 13 de enero de 2009   | 20 de mayo de 2009      | Fox              | Kris Allen       | Adam Lambert         |
|           | 9         | 43        | 43        | 12 de enero de 2010   | 26 de mayo de 2010      | Fox              | Lee DeWyze       | Crystal Bowersox     |
|           | 10        | 39        | 39        | 19 de enero de 2011   | 25 de mayo de 2011      | Fox              | Scotty McCreery  | Lauren Alaina        |
|           | 11        | 40        | 40        | 18 de enero de 2012   | 23 de mayo de 2012      | Fox              | Phillip Phillips | Jessica Sanchez      |
|           | 12        | 37        | 37        | 16 de enero de 2013   | 16 de mayo de 2013      | Fox              | Candice Glover   | Kree Harrison        |
|           | 13        | 39        | 39        | 15 de enero de 2014   | 21 de mayo de 2014      | Fox              | Caleb Johnson    | Jena Irene           |
|           | 14        | 30        | 30        | 7 de enero de 2015    | 13 de mayo de 2015      | Fox              | Nick Fradiani    | Clark Beckham        |
|           | 15        | 24        | 24        | 6 de enero de 2016    | 7 de abril de 2016      | Fox              | Trent Harmon     | La'Porsha Renae      |
|           | 16        | 19        | 19        | 11 de marzo de 2018   | 21 de mayo de 2018      | ABC              | Maddie Poppe     | Caleb Lee Hutchinson |
|           | 17        | 19        | 19        | 3 de marzo de 2019    | 19 de mayo de 2019      | ABC              | Laine Hardy      | Alejandro Aranda     |
|           | 18        | 16        | 16        | 16 de febrero de 2020 | 17 de mayo de 2020      | ABC              | Just Sam         | Arthur Gunn          |
|           | 19        | 19        | 19        | 14 de febrero de 2021 | 23 de mayo de 2021      | ABC              | Chayce Beckham   | Willie Spence        |
|           | 20        | 20        | 20        | 27 de febrero de 2022 | 22 de mayo de 2022      | ABC              | Noah Thompson    | HunterGirl           |
|           | 21        | 20        | 20        | 19 de febrero de 2023 | 21 de mayo de 2023      | ABC              | Iam Tongi        | Megan Danielle       |
|           | 22        | 18        | 18        | 18 de febrero de 2024 | 19 de mayo de 2024      | ABC              | Abi Carter       | Will Moseley         |
|           | 23        | 19        | 19        | 2 de marzo de 2025    | 18 de mayo de 2025      | ABC              | Jamal Roberts    | John Foster          |

## Sinopsis de las temporadas

### Perspectiva general del programa
Cada temporada empieza con la ronda de audición en diferentes ciudades donde unos cientos de miles de participantes son elegidos por los jueces. El episodio de audición típicamente muestra un grupo de finalistas con gran potencial, con caracteres interesantes y a participantes incompetentes y de modo deplorable. Cada participante exitoso recibe un ticket dorado con el que puede acceder a la siguiente ronda de Hollywood. Basado en sus presentaciones durante la ronda Hollywood, de 24 a 36 participantes son elegidos por el jurado para pasar a las semifinales. De las semifinales en adelante, el participante comienza a cantar en vivo, y el jurado dando críticas después de las presentaciones. Los participantes reciben votación del público televidente, y el resultado de dicha votación es luego revelado en el show de resultados, usualmente, la noche siguiente. El show de resultados muestra presentaciones grupales por los participantes como presentaciones de invitados. El show de resultados del top 3 también presenta el regreso al hogar de los finalistas del top 3. La temporada llega a su máximo clímax en una final con una noche de resultados de dos horas donde el ganador de la temporada es revelado.
Con excepciones de la primera y segunda temporada, los participantes a partir de las semifinales, se presentan en frente de una gran audiencia y con una banda completa en las finales. Desde la cuarta temporada hasta la novena, la banda de American Idol fue dirigida por Rickey Minor y a partir de la décima temporada por Ray Chew. La ayuda a los cantantes también puede ser dada por entrenadores vocales y arregladores de las canciones, como Michael Orland y Debra Byrd a los participantes detrás de escena. Los participantes pueden presentarse con un instrumento musical desde la séptima temporada en las rondas de Hollywood en adelante. Las presentaciones fueron usualmente transmitidas en vivo los martes en la noche y el show de resultados los miércoles en Estados Unidos y Canadá en las primeras nueve temporadas, pero se cambió a miércoles y jueves en la décima temporada.

### Temporada 1

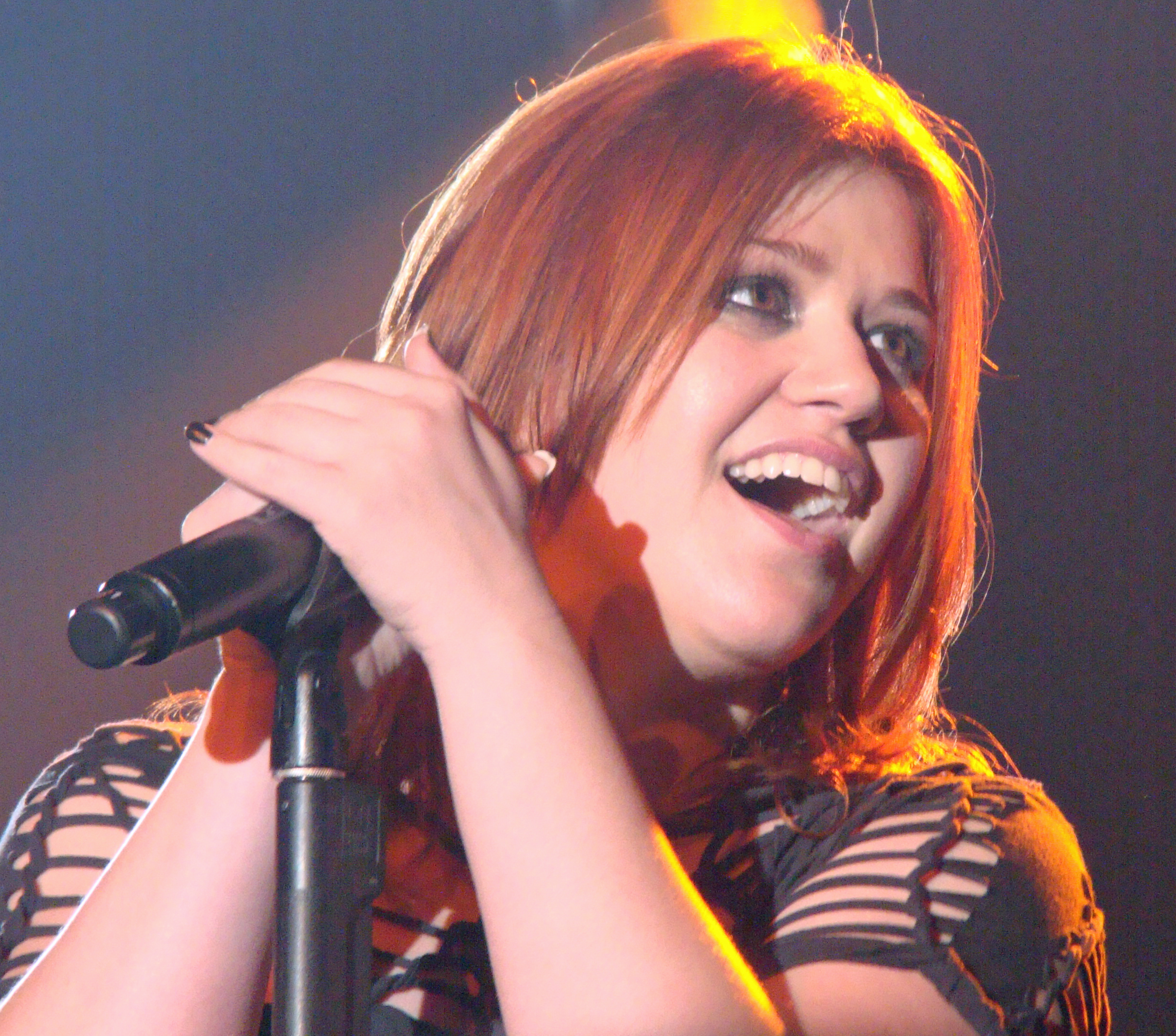
Kelly Clarkson ganadora de la primera temporada de American Idol.

La primera temporada de American Idol debutó como un programa de reemplazo en verano en junio del 2002 vía la red de Fox. Fue coanimado por Ryan Seacrest y Brian Dunkleman.
En la ronda de audiciones, 121 participantes fueron elegidos de alrededor de 10 000 que audicionaron. Estos fueron eliminados hasta tener 30 para las semifinales, teniendo a 10 pasando a las finales. Uno de los primeros favoritos para ganar el programa era Tamyra Gray, pero fue eliminada en el top 4, fue también la primera de varias eliminaciones con gran impacto porque se repitió en otras temporadas. Otra sorpresiva eliminación fue la de Christina Christian, quien fue hospitalizada antes del resultado del top 6 debido a dolores en el pecho y palpitaciones, y fue eliminada mientras estaba en el hospital. Jim Verraros fue el primer participante abiertamente gay del programa. Su orientación sexual fue revelado en su publicación en vivo, sin embargo, fue removido durante la competencia después de la petición de productores del programa quienes se preocuparon de que ello podría estar influenciando votos injustamente.
El enfrentamiento final fue entre Justin Guarini, uno de los favoritos, y Kelly Clarkson. Clarkson no fue vista inicialmente como una fuerte aspirante, pero impresionó a los jueces con algunas buenas presentaciones en las rondas finales, como su presentación de "Natural Woman" de Aretha Franklin, y "Stuff Like That There" de Betty Hutton, y finalmente ganó la corona el 4 de septiembre de 2002.
Lo que iba a llegar a ser una tradición, Clarkson presentó su canción coronada durante la gran final, y estrenó su canción inmediatamente después del fin de la temporada. El sencillo, "A moment like this", pasó a romper la grabación de 38 años de The Beatles por el brinco más alto a los número uno en el Billboard Hot 100. Justin Guarini no lanzó su sencillo inmediatamente después del programa y se quedó como el único segundo lugar que no lo hizo. Kelly Clarkson desde entonces ha llegado a ser una artista muy importante con grabaciones internacionales con ventas mundiales de su álbum de más de 23 millones. Clarkson y Guarini, como contractualmente obligados, hicieron una película musical, From Justin to Kelly, que fue lanzado en el 2003 pero no obtuvo buenos resultados.
Empezando el 30 de septiembre de 2006, la primera temporada de American Idol fue renombrado como "American Idol Rewind" y vendido directamente a estaciones en los Estados Unidos.

### Temporada 2
Siguiendo al éxito de la primera temporada, la segunda fue renovada para empezar a transmitirse en enero de 2003. El número de episodios se incrementó debido al presupuesto del programa y el cobro por los comerciales de televisión. Dunkleman dejó el programa, dejando a Seacrest como el único conductor. Kristin Adams fue, en un inicio, anunciado como coconductor, pero su trabajo se redujo a ser corresponsal especial durante las transmisiones.
Corey Clark fue descalificado durante las finales por tener un revelador récord policial, sin embargo, luego afirmó que él y Paula Abdul tuvieron una aventura durante el programa y que esto contribuyó a su expulsión. Clark también dijo que Abdul le daba un tratamiento preferencial en el programa debido al romance que tenían. Las acusaciones fueron rechazadas por Fox después de una investigación independiente. Otros dos participantes, ambos semifinalistas, también fueron descalificados ese año – Jaered Andrews después de que fuera arrestado en un problema de asaltos, y Frenchie Davis por haber, previamente, modelado para una página web para adultos.
Ruben Studdard salió como ganador, ganándole a Clay Aiken por un pequeño margen. De un total de 24 millones de votos, Studdard obtuvo solo 134 000 votos por encima de Clay Aiken. El estrecho margen de la victoria fue controvertido debido al gran número de llamadas que no se pudieron contabilizar. En una entrevista previa a la quinta temporada, el productor ejecutivo Nigel Lythgoe indicó que Aiken había estado liderando las votaciones desde la semana del comodín hasta la final.
Ambos finalistas obtuvieron mucho éxito después del programa, pero Clay Aiken se desempeñó con la canción coronadora de Ruben "Flying without wings" con su sencillo estrenado en el programa "This is the night", tan bien como en sus otros estrenos de sus álbumes. El dueño del cuarto lugar Josh Gracin también se unió al éxito como cantante de música country.

### Temporada 3
La tercera temporada se estrenó el 9 de enero de 2004. Uno de los participantes más polémicos durante el proceso de audición fue William Hung quien hizo una desentonada interpretación de "She Bangs" de Ricky Martin y recibió una gran atención. Su aparición en Idol lo lanzó a un contrato de grabación y sorpresivamente llegó a ser el tercer mejor cantante vendedor de esa temporada.
Mucha atención mediática en la temporada se centró en las tres cantantes afroamericanas, Fantasia Barrino, LaToya London, y Jennifer Hudson, apodadas como las Tres Divas. Inesperadamente, las tres quedaron entre las tres menos votadas en el show de resultados del top 7, resultando polémicamente como eliminada a Jennifer Hudson. Elton John, quien fue uno de los mentores en esa temporada, llamó el resultado de los votos como "increíblemente racista". La prolongada permanencia de John Stevens y Jasmine Trias en las finales, a pesar de los comentarios negativos del jurado, habían causado resentimiento, tanto así que se informó que John Stevens recibió una amenaza de muerte, lo que él desmintió como una broma 'fuera de proporción'.
La presentación de "Summertime" de Fantasia Barrino, luego se le conoció simplemente como "Fantasia", en el top 8, es ampliamente percibido como lo mejor de la temporada, y Simon Cowell lo consideró como su momento favorito en Idol de todas las nueve temporada en las que él estuvo en el programa. Fantasia y Diana DeGarmo fueron las últimas dos finalistas en permanecer hasta la final. Alrededor de 65 millones de votos se recibieron esa noche, más que las primeras dos temporadas juntas, y Fantasia fue coronada como la ganadora. Fantasia estrenó su sencillo coronado "I Believe", una canción escrita por la finalista de la primera temporada Tamyra Gray, y Diana DeGarmo estrenó "Dreams". Fantasia salió del programa como una exitosa artista en sus grabaciones, Jennifer Hudson, quien fue eliminada antes, también obtuvo un éxito considerable después del programa al ganar un Óscar como Mejor Actriz de Reparto y un Grammy por mejor álbum R&B.

### Temporada 4

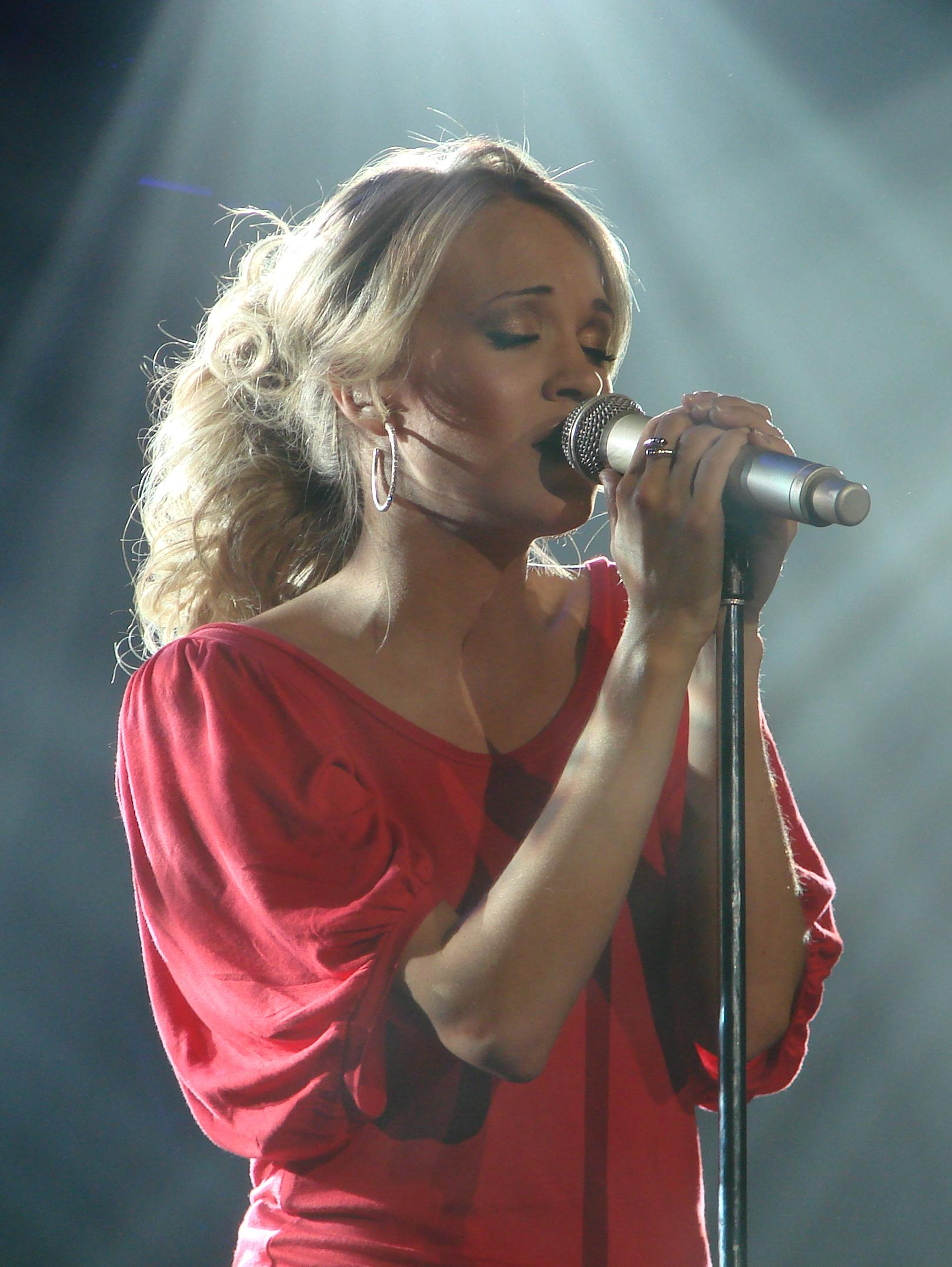
Carrie Underwood, la ganadora de la 4° temporada del programa.

La cuarta temporada se estrenó el 18 de enero de 2005; esta fue la primera temporada de la historia en ser transmitida en alta definición, aunque la final de la tercera temporada también se transmitió en alta definición. El número de personas que acudieron a las audiciones para ese entonces se había incrementado a cerca de 100 000, lejos de los 10 000 que audicionaron en la primera temporada. El límite de edad se aumentó a 28 en esta temporada para incrementar la variedad de participantes. Entre los que se beneficiaron de esta nueva regla fueron Constantine Maroulis y Bo Bice, "los dos roqueros" del programa. La presencia de más participantes orientados al rock inspiró a los roqueros a audicionar en otras temporadas, como Chris Daughtry en la quinta temporada.
Los finalistas del top 12 incluían a Mario Vázquez, pero se retiró de la competencia justificando como 'razones personales' y fue reemplazado por Nikko Smith. Luego, un empleado de Freemantle Media, la empresa que produce el programa, demandó a la compañía por despedirlo ilegalmente, afirmando que él fue despedido después de quejarse sobre un lascivo comportamiento de Mario Vázquez hacia él durante el programa.
En el Top 11, debido a una confusión con los números telefónicos de los participantes, la votación se tuvo que repetir en la que se suponía debía ser la noche de resultados, posponiendo el show de resultados a la noche siguiente.
En mayo de 2005 Telescope anunció que la cuarta temporada tuvo un total de aproximadamente 500 millones de votos. La ganadora fue Carrie Underwood, y en segundo lugar quedó Bo Bice. Ambos, Carrie Underwood y Bo Bice estrenaron la canción coronadora "Inside Your Heaven". Carrie Underwood desde entonces ha llegado a ser la más exitosa participante de Idol en los Estados Unidos en venta de álbumes, vendiendo alrededor de 12 millones de unidades.

### Temporada 5
La quinta temporada de American Idol empezó el 17 de enero de 2006. Es la temporada con más audiencia hasta el momento. Dos de los participantes más destacados durante la ronda Hollywood fueron los gemelos Brittenum, quienes luego fueron descalificados por robo de identificación.
La presentación de Chris Daughtry, "Hemorrhage (In My Hands)" de Fuel, en el programa fue totalmente elogiada y fue invitado para formar parte de la banda Fuel como nuevo cantante principal, pero él rechazó la invitación. Su presentación de "I Walk the Line", versión de Live fue muy bien recibida por el jurado pero luego lo criticaron por no darle créditos al arreglo de Live. Él fue eliminado en el Top 4 en unos resultados de impacto.
El 30 de mayo de 2006, Telescope anunció que un total de 63 millones de votos fueron emitidos en la ronda final. Un total de 580 millones de votos fueron recibidos durante toda la temporada. Taylor Hicks fue nombrado como American Idol, y en segundo lugar quedó Katharine McPhee. "Do I Make You Proud" fue estrenado como primer sencillo de Taylor Hicks y "My Destiny" fue el de Katharine McPhee.
A pesar de ser eliminado antes de lo esperado, Daughtry llegó a ser la estrella más grande en salir de esta temporada. Muchos otros participantes de esta temporada como Kellie Pickler, Elliott Yamin, Bucky Covington, Mandisa, el ganador Taylor Hicks y el segundo lugar Katharine McPhee, también se unieron al rotundo éxito, y esta temporada se queda como la más productiva en número de exitosas grabaciones de artistas que se generó.

### Temporada 6

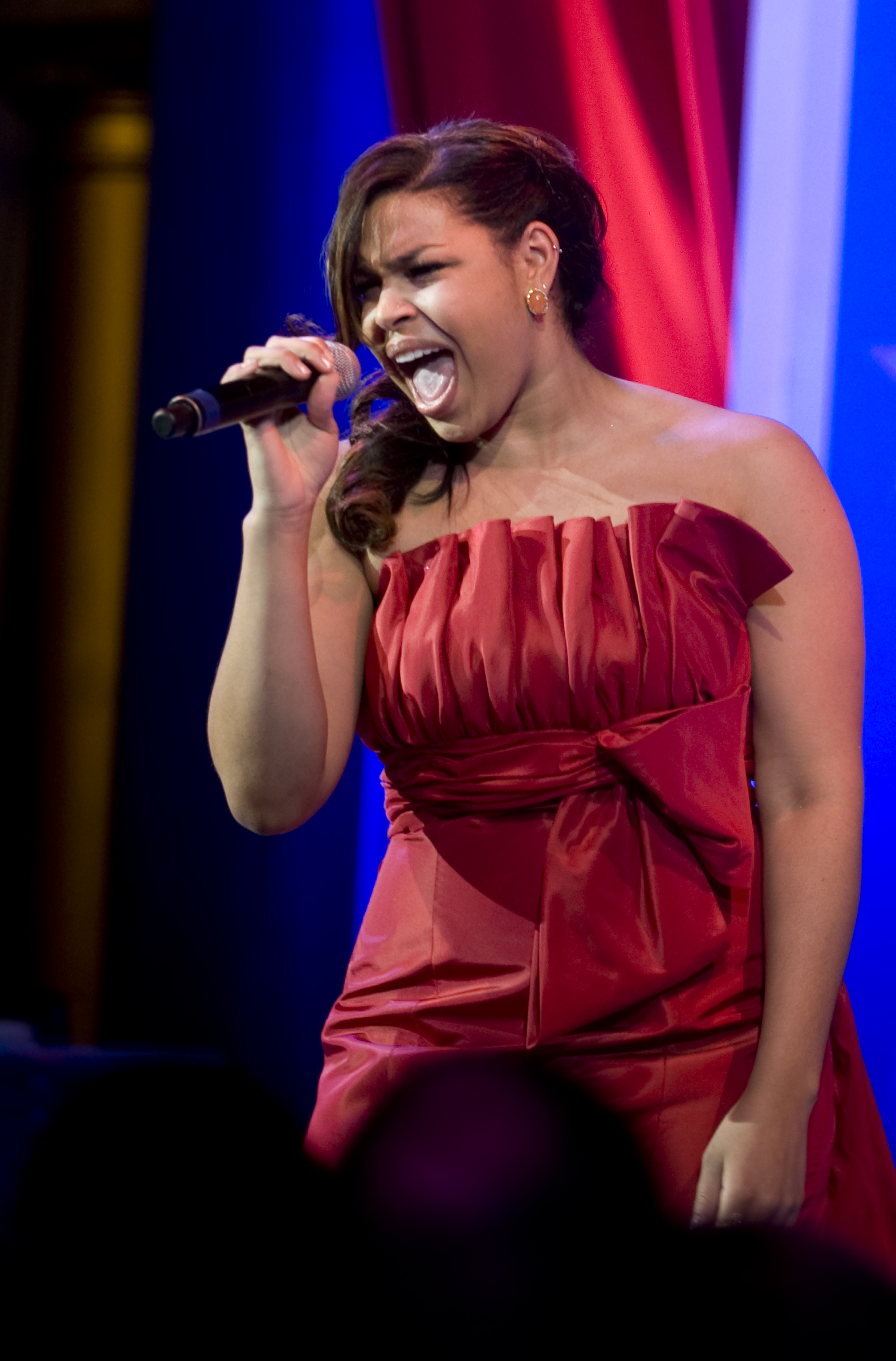
Jordin Sparks, sexta ganadora de American Idol.

La sexta temporada empezó el martes 16 de enero del 2007. El episodio de estreno de la temporada hizo una audiencia masiva de 37.3 millones de televidentes, llegando en la última media hora a más de 41 millones de televidentes.
El adolescente Sanjaya Malakar fue el participante más mencionado de esta temporada de American Idol, como un cantante débil que se paraba salvando de las eliminaciones por muchas semanas, tanto como por su tan comentado peinado. La web Vota por el Peor y la personalidad de radio satélite Howard Stern, ambos animaban a los fanes a votar por Sanjaya. Sin embargo, el 18 de abril, después de alrededor de 38 millones de votos, Sanjaya fue eliminado por tener la menor votación. La semifinalista Antonella Barba también llamó algo la atención debido a sus fotografías picantes que aparecieron durante el programa.
Este año se vio el primer evento inspirado en la Teletón Idol Gives Back, que produjo más de 76 millones de dólares en donaciones corporativas y de los televidentes. Ningún participante fue eliminado esa semana, pero dos, Phil Stacey y Chris Richardson, fueron eliminados la semana siguiente. Melinda Doolittle, una favorita al principio, fue eliminada en el Top 3.
Jordin Sparks fue declarada como ganadora el 23 de mayo de 2007, con un nuevo récord de 74 millones de votos en la final contra el segundo lugar que lo ocupó Blake Lewis. Sparks ha obtenido éxito como una artista de grabación después de Idol.
Este año se dio el lanzamiento del concurso de cantautores de American Idol, lo que permite que los fanáticos puedan votar por la "canción coronadora". Miles de grabaciones de canciones originales fueron presentadas por cantautores, y 20 entradas seleccionadas por la votación del público. La canción ganadora, "This Is My Now", fue presentada por ambos finalistas durante la gran final y estrenada por la ganadora Jordin Sparks el 24 de mayo de 2007.

### Temporada 7
American Idol regresó para la séptima temporada el 15 de enero de 2008 en un estreno de dos días, cuatro horas. La prensa se centró en el estatus profesional de los participantes de la séptima temporada, los tan llamados 'idénticos', muchos de los cuales habían tenido contratos de grabación anteriormente, como Kristy Lee Cook, Brooke White, Michael Johns, y particularmente Carly Smithson. El finalista David Hernández también atrajo la atención debido a su pasado, cuando trabajaba como estríper.
Para las finales, American Idol estrenó un escenario de última generación el 11 de marzo de 2008, junto con nueva apariencia. La presentación de "Billie Jean" de David Cook en el Top 10 fue alabado por el jurado, pero la controversia apareció cuando el jurado aparentemente se confundió con el arreglo de Chris Cornell para que la cante David Cook, aunque la presentada como la versión de Cornell. Chris Cornell dijo que él fue 'halagado' y elogiado por la presentación de David Cook. David Cook fue llevado al hospital después de la presentación del Top 9 debido a palpitaciones en su corazón y porque se le subió la presión.
La presentación semifinal de David Archuleta, "Imagine" de John Lennon, fue considerado por muchos como una de las mejores de la temporada. Jennifer Lopez, quien estuvo como jurado en la décima temporada, lo señaló como un momento de una hermosa canción que ella nunca olvidará. La presentación semifinal de Jason Castro, "Hallelujah" también recibió una atención considerable, y ello lanzó la versión de Jeff Buckley a la cima de la lista de las canciones digitales de Billboard. Esta es la primera temporada a través del cual las grabaciones de los participantes fueron colocados en iTunes después de sus presentaciones, y aunque las informaciones de ventas no fueron colocadas para así no perjudicar el concurso, información filtrada indicaba que las canciones de los participantes frecuentemente llegaban a la cima de la lista de venta de iTunes.
Idol Gives Back regresó 9 de abril de 2008 y se obtuvo 64 millones de dólares para caridad. Los finalistas fueron David Cook y David Archuleta, primera vez en la historia del programa donde ninguno de los dos mejores estuvo entre los tres menos votados en algún show de resultados. David Cook fue anunciado como ganador de American Idol de la séptima temporada el 11 de mayo de 2008, el primer roquero en ganar el programa.
Esta temporada también tuvo el concurso de cantautores de American Idol. De 10 de las propuestas más populares, cada uno de los dos participantes finalistas eligió una canción para presentar, aunque ninguna de sus elecciones fue elegida como la "canción coronadora". La canción ganadora, "The Time of My Life", fue grabada por David Cook y estrenada el 22 de mayo del 2008 y es la más vendida de todas las canciones coronadoras hasta la fecha. Ambos, David Cook y David Archuleta tienen mucho éxito como artistas de grabación.

### Temporada 8
La octava temporada de American Idol empezó el 13 de enero de 2009. Esta temporada presentó menos episodios interminables de semifinalistas. Mike Darnell, el presidente de la programación alternativa de Fox, dijo que la temporada se centraría más en la realidad de los participantes y en su estado emocional, por lo tanto, mucha atención del programa se centró en la viudez de Danny Gokey tanto como en personajes como Tatiana Del Toro y Nick Mitchell.
En el primer gran cambio del panel de jueces, un cuarto juez, Kara DioGuardi, fue presentada; Paula Abdul, sin embargo, dejó el programa después del final de este. Esta también fue la primera temporada sin el productor ejecutivo Nigel Lythgoe quién dejó el programa para centrarse en las versiones internacionales del programa So You Think You Can Dance. La ronda Hollywood fue trasladada al Teatro Kodak y también fue extendida por dos semanas. Idol Gives Back fue cancelado esta temporada debido a la crisis económica global en curso.
Hubo 13 finalistas en esta temporada, pero dos fueron eliminados en el primer show de resultados de las finales. Una novedad fue presentada, era la "Salvación del Jurado", y Matt Giraud fue salvado de la eliminación en el Top 7 por el jurado cuando recibió la menor cantidad de votos. La semana siguiente, Lil Rounds y Anoop Desai fueron eliminados.
Los dos finalistas fueron Kris Allen y Adam Lambert, anteriormente ambos habían estado entre los 3 menos votados en el Top 5. Kris Allen ganó el concurso en el resultado de votaciones más controversial desde la segunda temporada. Se hicieron reclamos, luego retractados, de que 38 millones, de los 100 millones de votos recibidos esa noche, fueron solo del estado hogareño de Kris Allen, Arkansas, y que empleados de AT&T influyeron injustamente los votos enseñando como mensajear en fiestas de televidentes en Arkansas.
Ambos, Kris Allen y Adam Lambert estrenaron la canción coronadora, "No Boundaries" que fue escrita por Kara DioGuardi.
Ambos también, Adam Lambert y Kris Allen han obtenido mucho éxito como artistas en grabaciones, aunque esta es la primera temporada en la que el ganador no pudo lograr álbumes de oro, y ninguno de esta temporada tampoco logró álbum platinum en Estados Unidos.

### Temporada 9
La novena temporada de American Idol se estrenó el 12 de enero de 2010. La historia continuó con el panel del jurado. Ellen DeGeneres se unió como jueza para reemplazar a Paula Abdul a inicios de la semana Hollywood, que se transmitió el 9 de febrero de 2010. Sin embargo, ella se fue después del final de la temporada, también Simon Cowell se fue para lanzar la versión americana de The X Factor. El contrato de Kara DioGuardi no fue renovado para la siguiente temporada.
Uno de los audicionantes más prominentes en esta temporada fue el General Larry Platt, cuya presentación de "Pants on the Ground" llegó a ser un éxito viral.
Crystal Bowersox, quien tiene diabetes de tipo 1, se sintió enferma debido a una cetoacidosis diabética el día en que les tocaba presentarse a las chicas en la semana del Top 20 y fue hospitalizada. El horario fue cambiado para que los chicos cantaran primero y ella pudiera cantar la noche siguiente. Luego se reveló que Ken Warwick, productor del programa, quería descalificarla pero ella pidió que se le permitiera permanecer en el programa.
Michael Lynche fue el menos votado en el Top 9 y se le otorgó la Salvación del Jurado. La semana siguiente, Katie Stevens y Andrew García fueron eliminados. Esa semana, Adam Lambert fue invitado para ser el mentor, el primer Idol alumbre en hacerlo. Idol Gives Back regresó esta temporada el 21 de abril de 2010.
Un tributo especial a Simon Cowell se presentó en la final por ser su última temporada en el programa. Muchas figuras del pasado del programa, incluyendo a Paula Abdul, hicieron su aparición.
Esta fue la segunda temporada donde ninguno de los dos últimos finalistas estuvo alguna vez entre los dos o tres menos votados. Lee DeWyze y Crystal Bowersox se unen a Kelly Clarkson, Clay Aiken, Carrie Underwood, Taylor Hicks, Jordin Sparks, David Cook, y David Archuleta como miembros de los dos últimos finalistas que nunca estuvieron entre los dos o tres menos votados. Lee DeWyze fue declarado ganador durante la final del 26 de mayo. Ninguna nueva canción fue nombrada como la canción coronadora este año; en cambio, cada uno de los dos finalistas estrenó un cover de una canción – Lee DeWyze eligió "Beautiful Day" de U2, y Crystal Bowersox eligió "Up to the Mountain" de Patty Griffin. Esta es la primera temporada donde ningún finalista logró una venta significante de álbumes.

### Temporada 10
La décima temporada se estrenó el 19 de enero de 2011 en Fox. Muchos cambios se hicieron en esta temporada, desde el formato hasta el personal del programa. Jennifer Lopez y Steven Tyler se unieron a Randy Jackson esta temporada como miembros del jurado. Jimmy Iovine, presidente del grupo Interscope Geffen A&M Records, el nuevo compañero de American Idol, actúa como el mentor interno en lugar de mentores invitados semanalmente. Nigel Lythgoe regresó como productor ejecutivo.
La temporada 10 es la primera en incluir audiciones en línea. Los participantes pudieron presentar video de 40 segundos vía Myspace, entre el 15 de septiembre y el 10 de octubre de 2010. Karen Rodríguez fue una de las que audicionó de esa manera y llegó a las rondas finales. Uno de los participantes más prominentes este año fue Chris Medina, cuya historia de cuidar de su prometida con problemas cerebrales recibió una cobertura mundial.
Casey Abrams, quien sufre de colitis ulcerosa, fue hospitalizado dos veces, por lo que no estuvo en el show de resultados del Top 13. Fue el menos votado en el Top 11 pero fue salvado por el jurado en la semana del Top 11, y como resultado, la décima temporada será la primera en tener once finalistas en ir de gira en vez de diez.
Pia Toscano, una de las supuestas favoritas en ir más lejos esta temporada, fue inesperadamente eliminada el 7 de abril del 2011, ocupando el noveno lugar. Su eliminación desencadenó críticas de algunos antiguos participantes de Idol, como el actor Tom Hanks.
Esta temporada fue la primera en que los dos finalistas fueron los más jóvenes de la competencia: Scotty McCreery (17 años) y Lauren Alaina (16 años). El 25 de mayo de 2011, Scotty McCreery fue declarado ganador (convirtiéndose en ser el hombre más joven en ganar American Idol), venciendo a Lauren Alaina

### Temporada 11

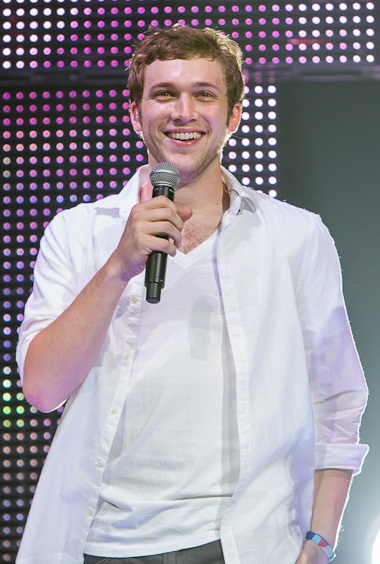
Phillip Phillips, undécimo ganador de American Idol.

La undécima temporada se estrenó el 18 de enero de 2012. El 23 de febrero se anunció que un finalista más se uniría al Top 24, lo que lo convertiría en el Top 25, y esa fue Jermaine Jones. Sin embargo, el 14 de marzo, Jones fue descalificado en el 12º lugar por ocultar arrestos y órdenes judiciales pendientes. Aun así, Jones negó ocultar sus arrestos.
El finalista Phillip Phillips sufrió dolor en los riñones y fue hospitalizado antes del Top 13, y más tarde recibió procedimiento médico para aliviar una obstrucción causada por piedras renales. Se reportó que Phillips tuvo ocho cirugías durante todo la temporada y consideró renunciar al show por el dolor que sufría. Se sometió a una cirugía para remover las piedras y reconstruir su riñón poco después de que la temporada terminase.
Jessica Sánchez recibió el menor número de votos durante la semana Top 7, y los jueces decidieron usar su opción de "salvar" en ella, haciéndola la primera mujer en recibirlo. La semana siguiente, Colton Dixon fue el único concursante expulsado, a diferencia de los dos finalistas como en temporadas anteriores. Más tarde Jessica Sánchez llegó a los dos finalistas (la primera temporada en la que una concursante salvada llega a la final).
Phillip Phillips finalmente ganó la temporada 11, superando considerablemente a Jessica Sánchez con un nuevo récord mundial de 132 millones de votos. Antes de anunciar al ganador, el finalista de la temporada 5 (Ace Young) le propuso matrimonio a la subcampeona de la tercera temporada Diana DeGarmo en el escenario, a lo que ella aceptó.
Phillips lanzó "Home" como su canción de coronación, mientras que Jessica Sánchez lanzó "Change Nothing". Desde entonces "Home" se ha convertido en la canción de coronación más vendida.

### Temporada 12
La duodécima temporada se estrenó el 16 de enero de 2013. Los jueces Jennifer Lopez y Steven Tyler abandonaron el programa después de dos temporadas. El panel de jueces de esta temporada está compuesto por Randy Jackson, junto con Mariah Carey, Keith Urban y Nicki Minaj. Esta es la primera temporada en tener cuatro jueces desde la temporada 9.
Las fuertes peleas en el panel de jueces han desatado polémica entre Nicki Minaj y Mariah Carey. Se especuló que Mariah Carey renunciaría al panel de jueces. La ganadora de esta temporada fue Candice Glover que desde hacía 4 temporadas perseguía ese sueño el 16 de mayo de 2013 fue declarada American Idol, su canción de coronación fue "I'am Beautiful", dejando en segundo lugar a Kree Harrison su canción de coronación fue "All Cried Out".
Randy Jackson renuncia al panel de jueces ya que tiene que atender algunos negocios, Ryan Seacrest le dice que es bienvenido siempre en American Idol.

### Temporada 13
Keith Urban regresó como jurado en su segunda temporada. Jennifer Lopez, quien había abandonado su lugar luego de la decimoprimera temporada en 2012, y Harry Connick, Jr., se unieron al panel de jueces reemplazando a Randy Jackson, Mariah Carey y Nicki Minaj. El ganador de la temporada fue Caleb Johnson.

### Temporada 14
Esta temporada tuvo como jurado a Jennifer López, Keith Urban y Harry Connick Jr.; el ganador de la temporada fue Nick Fradiani.

### Temporada 15
Es la última temporada de American Idol, marcada por un final abierto de su presentador Ryan Seacrest antes de despedirse para siempre de la audiencia dijo un misterioso "por ahora". La noche final de la última temporada reunió en la misma emisión y de manera presencial a siete de sus once jueces en toda su historia. Así fue como fueron bienvenidos Kara DioGuardi, Simon Cowell, Randy Jackson, Paula Abdul, Harry Connick, Jennifer López y Keith Urban. Asimismo se reunió a diferentes exconcursantes como Kelly Clarkson, Justin Guarini, Ruben Studdard, Clay Aiken, Fantasia Barrino, Diana DeGarmo, LaToya London, Jennifer Hudson, Carrie Underwood, Bo Bice, Constantine Maroulis, Taylor Hicks, Katharine McPhee, Chris Daugtry, Kellie Pickler, Jordin Sparks, Blake Lewis, Melinda Doolittle, David Cook, David Archuleta, Carly Smisthon, Kris Allen, Danny Gokey, Allison Iraheta, Lee DeWyze, Scooty McCreery, Lauren Alaina, Pia Toscano, Phillip Phillips, Jessica Sanchez, Candice Glover, Kree Harrison, Caleb Johnson, Nick Fradiani, Clark Beckham, etc.  El ganador de la decimoquinta temporada fue Trent Harmon.

### Temporada 16
Para 2018 se confirmó el regreso de American Idol, esta vez a través de la cadena televisiva ABC: que presentó cambios en el formato original de Fox, esta vez con eliminaciones de cada dos participantes por programa, así como la simplificación de la cantidad de músicos en escena. La ganadora de esta temporada es Maddie Poppe quien en la noche final tuvo una presentación especial junto a la Rana René (o Kermit) interpretando el tema Rainbow Connection. 
Poco antes de conocerse los resultados en la ceremonia de cierre, el primer finalista de la competencia Caleb Lee reconoció tener una relación de noviazgo con quien se disputaba el título de American Idol: la finalmente ganadora Maddie Poppe; levantando así la suspicacia y la picardía en el recinto. En especial la juez Katy Perry, quien empezó a dar vueltas desenfrenadamente en su silla, como muestra de felicidad por la pareja cuyo amor se originó en el programa.
Tras dos años de ausencia, American Idol retoma el liderazgo perdido en temporadas anteriores, posicionando a su nueva cadena ABC en el primer lugar de audiencia por encima de sus más cercanos competidores, incluso de FOX: su casa anterior.

### Temporada 17
Katy Perry, Lionel Richie, y Luke Bryan regresaron como jueces. La final se realizó el 19 de mayo de 2019. El ganador de esta temporada es el joven de 18 años Laine Hardy.
Como detalle interesante: el artista procedente de Luisiana se sobrepuso la eliminación la temporada anterior (en la que resultó ganadora Maddie Poppe) y se presentó en 2019, con un amplio respaldo del jurado y de un público que lo ubicaba fácilmente entre los géneros de rock clásico y country. Laine Hardy reeditó, de alguna manera, la experiencia de la también ganadora de American Idol Candice Glover, quien se adjudicó como titular del concurso en su cuarto intento.
La noche final de 2019 estuvo marcada por la sorpresa del público, que no esperó el tercer lugar de la destacada participante Madison VanDenburg. De esta manera la competencia se redujo a las dos primeras posiciones, que ocuparon Alejandro Aranda y el finalmente American Idol Laine Hardy.
Medios especializados señalan que la final de American Idol 2019 en ABC arrojó 1.3 puntos, que dobló su audiencia frente a uno de sus principales competidores NBC (0.7). La noche del 19 de mayo, asimismo, se triplicó la audiencia de FOX (0.4), la anterior casa de este programa de talentos.

### Temporada 18
ABC renovó para una nueva temporada a realizarse en 2020. El programa se estrenó el 16 de febrero, con Luke, Katy y Lionel repitiendo como jurado, así como Ryan Secreats en la conducción.
La temporada inicio como el resto de las anteriores con las audiciones, Hollywood week, pero debido a la pandemia del COVID-19, los shows en vivo se realizaron desde casa, la ganadora de la temporada fue Just Sam.

### Temporada 19
ABC renovó para una nueva temporada a realizarse en 2021. El programa se estrenó el 14 de febrero,  La prensa norteamericana menciona la posibilidad de cambios entre los integrantes del jurado, que aún no han sido confirmados ni desmentidos de manera oficial.
La temporada inicio como el resto de las anteriores con las audiciones, Hollywood week, pero debido a la panademia del COVID-19, los shows en vivo se realizaron desde casa, la gandora de la temporada fue Chayce Beckham.

### Temporada 20
ABC renevó para una nueva temporada a realizarse en 2022. El programa se esterno el 27 de febrero, La prensa norteamericana menciona la posibilidad de cambios entre los integrantes del jurado, que aún no han sido confirmados ni desmentidos de manera oficial.
La temporada inicio como el resto de las anteriores con las audiciones, Hollywood week, pero debido a la panademia del COVID-19, los shows en vivo se realizaron desde casa, la gandora de la temporada fue Noah Thompson.

### Temporada 21
ABC renevó para una nueva temporada a realizarse en 2023. El programa se estrenó el 19 de febrero, La prensa norteamericana menciona la posibilidad de cambios entre los integrantes del jurado, que aún no han sido confirmados ni desmentiods de manera oficial.
La temporada inicio como el resto de las anteriores con las audiciones, Hollywood week, pero debido a la panademica del COVID-19, los shows en vivo se realizaron desde casa, la gandora de la temporada fue Iam Tongi.

## Tendencias geográficas
Desde el inicio del programa en 2002, seis de los nueve ganadores de Idol, incluyendo sus primeros cinco, venían desde el sur de Estados Unidos. Las tres excepciones son Jordin Sparks que vino de Arizona, David Cook de Misuri, (que es considerado parte del "Upland South", y Cook nació en Houston pero vivía en Tulsa cuando audicionó) y Lee DeWyze de Illinois. Un gran número de otros notables finalistas del programa también venían del sur del país, incluyendo Clay Aiken, Kellie Pickler, y Chris Daughtry, todos son de Carolina del Norte. Durante las finales de 2004, que enfrentó a Fantasia Barrino de North Carolina contra Diana DeGarmo de Georgia, sus caracteres sureños, o sus caracteres atrayentes del sur, se mencionó como una razón para sus éxitos. Información de Nielsen SoundScan, un servicio de rastreo de ventas musicales, mostró que de los 47 millones de CD de los participantes vendidos por Idol hasta enero de 2010, 85% fue de participantes con lazos al sur de Estados Unidos.
El programa por sí mismo es particularmente popular en el sur de Estados Unidos, con familias en el sureste de Estados Unidos con el 10% de más probabilidad de ver American Idol durante la octava temporada en 2009, y aquellos en la región del Este Central, como Kentucky, fuero 16% más probable de que sintonicen el programa. Cuando se preguntaba sobre la atracción en participantes del sur, el ganador de la quinta temporada, Taylor Hicks, del estado de Alabama dijo "la gente en el sur tiene mucho orgullo... así que ellos son firmes apoyando a los participantes de su estado o región que tienen buenas presentaciones."

## Controversia
El programa ha sido criticado en las primeras temporadas sobre el pesado contrato que los participantes tenían que firmar y que le dio un control excesivo a 19 Entertainment sobre sus futuras carreras, y que les pasaba una gran parte de sus futuras ganancias a la dirección.
Participantes individuales han generado controversia en este concurso por sus acciones pasadas, o por ser 'idénticos' fijados por los productores. Un gran número de participantes había sido descalificado por muchas razones, por ejemplo Joanna Pacitti en la octava temporada por tener presuntas conexiones con ejecutivos de 19 Entertainment, y Chris Golightly de la novena temporada por tener un contrato existente, lo cual va en contra de las reglas, aunque el programa había sido acusado de tener doble rasero al descalificar a algunos pero no a otros.
Los resultados de las votaciones han sido una fuente consistente de controversias, por ejemplo cuando Jennifer Hudson fue eliminada en la tercera temporada. El mecanismo de votación también se había presentado con críticas considerables, mayormente notables en la segunda temporada cuando Ruben Studdard se enfrentó a Clay Aiken en una votación muy cercana, y en la octava temporada, cuando se extendió la votación de mensajes de texto (100 millones de mensajes de texto más que en la séptima temporada) fueled the texting controversy. La preocupación sobre la votación popular se ha expresado desde los comienzos. Desde la temporada del 2004, la votación también se ha visto afectada en algún grado por servicios de la comunidad en línea como DialIdol.com y VotefortheWorst.com.

## Idol Gives Back
Idol Gives Back es un evento especial de caridad que empezó en la sexta temporada dando presentaciones de famosos y varias iniciativas de recaudación de fondos. Este evento también fue presentado en la séptima y novena temporada y se ha recaudado cerca de $185 millones de dólares en total.

## Índices de audiencia televisiva
Los rankings de la temporada (basados en un promedio total de televidentes por episodio) de American Idol por Fox. Es uno de los programas televisivos con los más altos índices de audiencia en la historia de la televisión.
Cada temporada de red televisiva de Estados Unidos empieza a finales de septiembre y termina a finales de mayo, lo que coincide con la finalización de la cuota de pantalla de mayo.
| Temporada | Estreno              | Estreno                    | Final                                            | Final                      | Temporada televisiva | Horario                                    | Posición |
| Temporada | Fecha                | Televidentes (en millones) | Fecha                                            | Televidentes (en millones) | Temporada televisiva | Horario                                    | Posición |
| --------- | -------------------- | -------------------------- | ------------------------------------------------ | -------------------------- | -------------------- | ------------------------------------------ | -------- |
| 1.ª       | 11 de junio de 2002  | 9.85                       | Últimas presentaciones: 3 de septiembre de 2002  | 18.69                      | 2002                 | Martes 9:00 p. m. (día de presentación)    | #30      |
| 1.ª       | 11 de junio de 2002  | 9.85                       | Gran final de temporada: 4 de septiembre de 2002 | 23.02                      | 2002                 | Miércoles 9:30 p. m.. (día de resultados)  | #25      |
| 2.ª       | 21 de enero del 2003 | 26.50                      | Últimas presentaciones: 20 de mayo de 2003       | 25.67                      | 2003                 | Martes 8:00 p. m. (día de presentación)    | #5       |
| 2.ª       | 21 de enero del 2003 | 26.50                      | Final de temporada: 21 de mayo de 2003           | 38.06                      | 2003                 | Miércoles 8:30 p. m. (Día de resultados)   | #3       |
| 3.ª       | 19 de enero de 2004  | 28.96                      | Últimas presentaciones: 25 de mayo de 2004       | 25.13                      | 2004                 | Martes 8:00 p. m. (Día de presentación)    | #1       |
| 3.ª       | 19 de enero de 2004  | 28.96                      | Final de temporada: 26 de mayo de 2004           | 28.84                      | 2004                 | Miércoles 8:30 p. m. (Día de resultados)   | #3       |
| 4.ª       | 18 de enero de 2005  | 33.58                      | Últimas presentaciones: 24 de mayo de 2005       | 28.05                      | 2005                 | Martes 8:00 p. m. (Dia de presentación)    | #1       |
| 4.ª       | 18 de enero de 2005  | 33.58                      | Final de temporada: 25 de mayo de 2005           | 30.27                      | 2005                 | Miércoles 8:00 p. m. (Día de resultados)   | #3       |
| 5.ª       | 17 de enero de 2006  | 35.53                      | Últimas presentaciones: 23 de mayo de 2006       | 31.78                      | 2006                 | Martes 8:00 p. m. (Día de presentación)    | #1       |
| 5.ª       | 17 de enero de 2006  | 35.53                      | Final de temporada: 24 de mayo de 2006           | 36.38                      | 2006                 | Miércoles 8:00 p. m. (Día de resultados)   | #2       |
| 6.ª       | 16 de enero de 2007  | 37.44                      | Últimas presentaciones: 22 de mayo de 2007       | 25.33                      | 2007                 | Martes 8:00 p. m. (Día de presentación)    | #2       |
| 6.ª       | 16 de enero de 2007  | 37.44                      | Final de temporada: 23 de mayo de 2007           | 30.76                      | 2007                 | Miércoles 8:00 p. m. (Día de resultados)   | #1       |
| 7.ª       | 15 de enero de 2008  | 33.48                      | Últimas presentaciones: 20 de mayo de 2008       | 27.06                      | 2008                 | Martes 8:00 p. m. (Día de presentación)    | #1       |
| 7.ª       | 15 de enero de 2008  | 33.48                      | Final de temporada: 21 de mayo de 2008           | 31.66                      | 2008                 | Miércoles 8:00 p. m. (Día de resultados)   | #2       |
| 8.ª       | 13 de enero de 2009  | 30.45                      | Últimas presentaciones: 19 de mayo de 2009       | 23.82                      | 2009                 | Martes 8:00 p. m. (Día de presentación)    | #2       |
| 8.ª       | 13 de enero de 2009  | 30.45                      | Final de temporada: 20 de mayo de 2009           | 28.84                      | 2009                 | Miércoles 8:00 p. m. (Día de resultados)   | #1       |
| 9.ª       | 12 de enero de 2010  | 29.95                      | Últimas presentaciones: 25 de mayo de 2010       | 20.07                      | 2010                 | Martes 8:00 p. m. (Día de presentación)    | #1       |
| 9.ª       | 12 de enero de 2010  | 29.95                      | Final de temporada: 26 de mayo de 2010           | 24.22                      | 2010                 | Miércoles 8:00 p. m. (Día de resultados)   | #2       |
| 10.ª      | 19 de enero de 2011  | 26.23                      | Últimas presentaciones: 24 de mayo de 2011       | 20.57                      | 2011                 | Miércoles 8:00 p. m. (Día de presentación) | #1       |
| 10.ª      | 19 de enero de 2011  | 26.23                      | Final de temporada: 25 de mayo de 2011           | 29.29                      | 2011                 | Jueves 8:00 p. m. (Día de resultados)      | #2       |
| 11.ª      | 18 de enero de 2012  | 21.93                      | Últimas presentaciones: 22 de mayo de 2012       | 14.85                      | 2012                 | Miércoles 8:00 p. m. (Día de presentación) | #2       |
| 11.ª      | 18 de enero de 2012  | 21.93                      | Final de temporada: 23 de mayo de 2012           | 21.49                      | 2012                 | Jueves 8:00 p. m. (Día de resultados)      | #4       |
| 12.ª      | 16 de enero de 2013  | 17.93                      | Últimas presentaciones: 15 de mayo de 2013       | 12.11                      | 2013                 | Miércoles 8:00 p. m. (Día de presentación) | #7       |
| 12.ª      | 16 de enero de 2013  | 17.93                      | Final de temporada: 16 de mayo de 2013           | 14.31                      | 2013                 | Jueves 8:00 p. m. (Día de resultados)      | #9       |
| 13.ª      | 15 de enero de 2014  | 15.19                      | Últimas presentaciones: 20 de mayo de 2014       | 6.76                       | 2014                 | Miércoles 8:00 p. m. (Día de presentación) | #17      |
| 13.ª      | 15 de enero de 2014  | 15.19                      | Final de temporada: 21 de mayo de 2014           | 10.53                      | 2014                 | Jueves 8:00 p. m. (Día de resultados)      | #22      |
| 14.ª      | 7 de enero de 2015   | 11.20                      | Últimas presentaciones: 12 de mayo de 2015       | 10.31                      | 2015                 | Miércoles 8:00 p. m. (Día de presentación) | #41      |
| 14.ª      | 7 de enero de 2015   | 11.20                      | Final de temporada: 13 de mayo de 2015           | 11.55                      | 2015                 | Jueves 8:00 p. m. (Día de resultados)      | #28      |
| 15.ª      | 6 de enero de 2016   | 10.96                      | Últimas presentaciones: 6 de abril de 2016       | 11.52                      | 2016                 | Miércoles 8:00 p. m. (Día de presentación) | #19      |
| 15.ª      | 6 de enero de 2016   | 10.96                      | Final de temporada: 7 de abril de 2016           | 11.13                      | 2016                 | Jueves 8:00 p. m. (Día de resultados)      | #23      |

American Idol se estrenó en junio de 2002 y llegó a ser el programa de verano éxito sorpresa de 2002. El primer programa atrajo a 9,9 millones de televidentes, dándole a Fox la mejor cifra de audiencia en el espacio de las 8:30 p. m. en un año. La audiencia inmediatamente creció, y para la noche final, la audiencia tuvo promedios de 23 millones, con más de 40 millones viendo algunas partes del programa. Ese episodio se ubicó en el tercer lugar de entre todos los de ese grupo, pero lo más importante es que estuvo entre el grupo de 18-49 años de edad como el más valorado por los auspiciadores.
El crecimiento continuó hasta la siguiente temporada, empezando con un estreno de temporada de cerca de 27 millones. La temporada atrajo un promedio de 21,7 millones de televidentes, y se ubicó en segundo lugar del grupo de 18–49 años. La noche final cuando Ruben Studdard le ganó a Clay Aiken fue también la noche con más índices de audiencia de ese episodio de American Idol con 38,1 millones en la hora final. Para la tercera temporada, el programa había llegado a ser el mejor programa de Estados Unidos una posición que se ha mantenido por todos los años subsiguientes hasta la novena temporada. Para la cuarta temporada, American Idol había llegado a ser el programa más visto por los televidentes de la televisión estadounidense, con un promedio de audiencia de 26,8 millones. El programa llegó, en la quinta temporada, con picos promedio de 30,6 millones.
La sexta temporada empezó como el programa más visto de los episodios de American Idol, y muchos ejecutivos de televisión empezaron a considerar el programa como una programación forzada a diferencia de los antes vistos. La dominancia consistente de American Idol con una hora dos o tres noches a la semana excedía los 30 o 60 minutos de éxitos anteriores como The Cosby Show. Como resultado, redes compitiendo, cuyo personal le llamó al programa "la estrella de la muerte", usualmente con horarios reprogramados a fin de minimizar las pérdidas. Sin embargo, la sexta temporada también mostró un descenso seguro en la audiencia durante el curso de la temporada. La final de la temporada sufrió una caída en el índice de audiencia del 19% desde años anteriores.
La pérdida de televidentes continuó hasta la séptima temporada. El estreno tuvo un bajón del 11% de entre todos los televidentes, y el día de resultados en el que Kristy Lee Cook fue eliminada trajo consigo el miércoles con el índice de audiencia más bajo desde la primera temporada en el 2002. Sin embargo, los índices de audiencia rebotaron para la final de la séptima temporada con la emoción de la batalla entre los Davids, mejorando por sobre la sexta temporada como la tercera final más vista. La dura final de la séptima temporada también ayudó a llegar a ser la red televisiva más popular por primera vez desde sus inicios. Los índices de audiencia generales para esa temporada tuvieron un 10% bajo la sexta temporada. Los desgastes generales de las audiencias televisivas pueden ser una razón para este descenso, una caída de los televidentes pudo haber sido debido en parte a la Huelga de guionistas en Hollywood de 2007-2008.
La tendencia al descenso sin embargo continuó hasta la octava temporada, con números caídos del 5–10% por los primeros episodios comparándolos con episodios similares de la séptima temporada, and by 13% for the finale. En la novena temporada, la extendida línea de perfección de seis años de Idol en los índices de audiencia se rompió, cuando la cobertura de NBC de los Juegos Olímpicos de Vancouver 2010 el 17 de febrero que superaron a Idol con 30,1 millones de televidentes comparados con los 18,4 millones para el día de resultados. Luego en esa misma temporada, Dancing with the Stars por ABC atrajo más televidentes que Idol en algunos episodios. No obstante, American Idol terminó su novena temporada como las series más vistas por sexto año consecutivo, rompiendo el anterior récord de cinco temporadas consecutivas logrados por programas como All in the Family de CBS y The Cosby Show de NBC.
Para la décima temporada, el número total de televidentes en la primera semana del programa cayó en un 12-13% comparados a episodios correspondientes del año previo, and by up to 23% in the 18-49 demographic. Episodios posteriores, sin embargo, retuvo la audiencia mejor y para el episodio del Top 9, la audiencia total de la temporada a la fecha estuvo a par con los de la novena temporada, aunque la audiencia entre las personas de 18 a 49 continuó en descenso y estuvo con un bajón del 7% en términos demográficos comparados a la novena temporada.

## Impacto
El gran éxito del programa y los ingresos que generó le dio una transformación a Fox Broadcasting Company, y ayudó a promocionar a Fox llegando a ser la cadena de televisión líder en 2008. Su éxito también ayudó a subir los índices de audiencia de otros programas que fueron programados alrededor de este como House y Bones. El programa, su creador Simon Fuller dijo, "Fox salvado".
Como uno de los programas más exitosos en la historia de la televisión estadounidense, American Idol tiene un fuerte impacto no solo en la televisión, pero también en el amplio mundo del entretenimiento. El intento del programa, como indicado en su título original, es 'buscar una superestrella' de entre talentos desconocidos, y tuvo algo de éxito haciéndolo. Ayudó creando un número alto de artistas en grabaciones muy exitosas, como Kelly Clarkson y Carrie Underwood, como en otros de variante notabilidad. Según Fred Bronson, autor de libros en las listas Billboard, ninguna otra entidad alguna vez ha creado tantos artistas exitosos y vendedores de álbumes y sencillos. Hacia el final del 2009, alumnos de American Idol habían vendido un total de casi 46 millones de álbumes y 56 millones de canciones descargadas en los Estados Unidos, y 66 millones de ventas mundialmente. En 2007, representaron el 2,1% de todas las ventas de música. Su alumnado tiene un impacto masivo en la radio; en el 2007, American Idol había llegado a ser "una fuerza dominante en la radio" según el presidente de la compañía de investigación Mediabase, el que monitorea las estaciones de radio Rich Meyer. Para él, cuatro ídolos, cada uno tuvo más de un millón de espines de radio, con Kelly Clarkson liderando el campo con cerca de 4 millones de espines.

### Los exparticipantes de American Idol con más ventas
A partir de American Idol 2011 los exparticipantes después del programa han acumulado en sus carreras un total de ventas de alrededor de 50 millones de álbumes y 80 millones de sencillos y descargas de canciones digitales en Estados Unidos.

### Ídolos en películas, televisión y teatro
El gran impacto de American Idol también es sólidamente sentido en obras musicales, donde muchos de exparticipantes de American Idol han forjado carreras exitosas. El sorprendente efecto de antiguos participantes de American Idol en Broadway ha sido muy notado y comentado. El casting de un participante popular puede llevar a un incremento significante de ventas de boletos. Otros exparticipantes han ido a trabajar a la televisión y en películas, la más notable es Jennifer Hudson, quien, gracias a la recomendación de la entrenadora vocal de Idol Debra Byrd, obtuvo un papel en Dreamgirls y posteriormente recibió un Óscar por su participación.

### Exparticipantes de American Idol ganadores de importantes premios
| Participante de Idol y Temporada         | American Music Awards | Billboard Music Awards | Premios Grammy | Premios Óscar                  |
| ---------------------------------------- | --- | ---------------------- | --- | ------------------------------ |
| Kelly Clarkson (Temporada 1, Ganadora)   | 4 Mejor Artista Adulto-contemporánea 2005 Artista del año 2005 Mejor artista Pop/Rock Femenina 2006 Mejor Artista Adulto-contemporánea 2006             | 12                     | 3 Mejor Artista femenina Pop Vocal 2006 Mejor Álbum Pop Vocal 2006 Mejor Álbum Pop Vocal 2013                                                                             | 0                              |
| Clay Aiken (Temporada 2, Segundo lugar)  | 1 Premio elección de fanáticos 2003 | 3                      | 0 | 0                              |
| Fantasia Barrino (Temporada 3, Ganadora) | 0 | 3                      | 1 2011, Mejor Artista Vocal Femenina de R&B | 0                              |
| Jennifer Hudson (Temporada 3, 7.º Lugar) | 0 | 0                      | 1 Mejor álbum R&B 2009 | 1 Mejor actriz de reparto 2007 |
| Carrie Underwood (Temporada 4, Ganadora) | 6 Artista revelación 2006 Artista del año 2007 Mejor álbum country 2007 Artista country femenina 2007 Mejor álbum country 2008 Mejor álbum country 2010 | 15                     | 5 Mejor Nueva Artista 2007 Mejor Artista Country Femenina Mejor Artista Country Femenina 2008 Mejor Artista Country Femenina 2009 Mejor Artista Country Colaboradora 2010 | 0                              |
| Chris Daughtry (Temporada 5, 4.º Lugar)  | 4 Artista revelación 2007 Mejor Artista-contemporáneo 2007 Mejor álbum Pop/Rock 2007 Mejor Banda, Dúo o Grupo Pop/Rock 2008                             | 6                      | 0 | 0                              |
| Jordin Sparks (Temporada 6, Ganador)     | 1 Mejor Artista Contemporánea-adulta 2008 | 0                      | 0 | 0                              |

## Recibimiento de críticas
Las primeras críticas notaron la excesiva colocación del producto en el programa negativamente. Algunas críticas fueron duras sobre lo que percibían como cálculos descarados de comerciales – Karla Peterson de The San Diego Union-Tribune acusó a American Idol de ser "monstruo multimedia manipulador" que ha "absorto el pecado de nuestra cultura libertina y que los ha contado como un tipo de malvado reconstituido." En sus primeros episodios, Ken Tucker de Entertainment Weekly consideró que "en la TV, American Idol es locamente entretenido; en música, es un apodo en polvo sin importancia". Sin embargo otros pensaban que "el aspecto más sorprendente de las series era el talento serio que se revelaba". Otros aspectos del programa han atraído críticas, por ejemplo la decisión de enviar a la ganadora de la primera temporada a cantar el himno nacional al Lincoln Memorial en el aniversario del 11 de septiembre del 2002 fue mal recibido por muchos. Lisa de Moraes de The Washington Post notó con un estilo satírico que "los terroristas ganaron y, con un golpe de refilón en el comercialismo del programa y en el proceso de votación, que la decisión de quién "consigue girar este importante sitio hacia otro diente en el Great American Idol Marketing Mandala que está en manos de millones de chicas que han hecho de "American Idol" un éxito. Ellos y un puñado de los cretinos rediales del teléfono han estado haciendo 10.000 llamadas semanalmente por sus participantes preferidos (pero quienes, según Fox, de ninguna manera están dañando el resultado).
Algunos de los últimos escritores sobre el programa fueron más positivos, Michael Slezak, nuevamente de Entertainment Weekly, dijo que "para todo lo que está hinchado, sintético, producto chelín, arres de la ganancia de dinero, "Idol" promueve una oportunidad una vez al año para el promedio estadounidense de combatir con lo maligno del negocio musical de hoy en día." Otros se centraron en las personalidades del programa; Ramin Setoodeh de Newsweek acusó las duras críticas del juez Simon Cowell en el programa de ayudar a establecer en el extenso mundo una cultura de maldad, al lodo que "Simon Cowell nos ha arrastrado con él."
Algunos de la industria de entretenimiento fueron críticos del aspecto de crear estrellas del programa. Usher, un mentor en el programa, lamentándose la pérdida de la 'verdadera forma del arte de la música', dijo que programas como American Idol parecían ser "tan fácil que todos lo podían lograr, y que eso puede pasar repentinamente", y que la "televisión es una mentira". Que American Idol parece ser un camino rápido al éxito para sus participantes ha sido una causa de resentimiento para algunos de la industria. LeAnn Rimes, comentando el que Carrie Underwood gane el Mejor Artista Femenina de Country Music Awards a Faith Hill en 2006, dijo que "Carrie no ha pagado sus cuotas completas para merecerse el premio". Es un tema común que ha sido repetido por muchos otros. Elton John, quien ha aparecido como mentor en el programa pero rechazó una oferta de ser juez de American Idol, comentando sobre talentos de programas en general, dijo que "ha habido algunos buenos actos pero la única manera para sostener una carrera es pagando tus cuotas en pequeños clubes", y Steven Tyler, apareciendo en The Late Show with David Letterman el 17 de enero de 2011 en una campaña publicitaria como juez de American Idol, dijo que "Yo siempre he pensado que para ser un American Idol o cualquier tipo de ídolo, tienes que pagar tus cuotas, pero hoy en día es un mundo diferente." Otros como John Mayer menospreció a los participantes, mencionando que los que aparecían en Idol no (enlace roto disponible en Internet Archive; véase el <span/ historial, la <span/ primera versión y la <span/ última). son artistas reales con amor propio. Sheryl Crow, quien después participó como mentora del programa, criticó al programa de "desautorizar el arte de (enlace roto disponible en Internet Archive; véase el <span/ historial, la <span/ primera versión y la <span/ última). todas formas y promover la comercialización."
American Idol fue nominado como Programa Concurso de Telerrealidad Destacado en los Emmy durante ocho años pero nunca ganaron. El director Bruce Gower ganó un Premios Primetime Emmy por Outstanding Directing For A (enlace roto disponible en Internet Archive; véase el <span/ historial, la <span/ primera versión y la <span/ última). Variety, Music Or Comedy Series en 2009, y el programa ganó dos Creative Arts Emmys en 2007 y uno en 2008. También ganó el Premios People's Choice, que honra la cultura popular de años anteriores en votaciones del público, por programa de competencia/telerrealidad favorito en 2005, 2006, 2007, 2010 y 2011.

## Emisión internacional
| País / Región       | Channel |
| ------------------- | --- |
| Argentina           | Sony Entertainment Television |
| México              | Sony Entertainment Television |
| Latinoamérica       | Sony Entertainment Television |
| Estados Unidos      | ABC |
| Australia           | FOX8 |
| Canadá              | CTV/Fox |
| Croacia             | RTL Televizija |
| España              | La Sexta, Telecinco, Cosmopolitan TV |
| Oriente Medio       | MBC4 |
| Asia                | STAR World |
| Brasil              | Sony Channel |
| Dinamarca           | TV3 Viasat |
| Estonia             | TV3 |
| Finlandia           | MTV3 |
| Francia             | M6 |
| Hong Kong, India,c  | STAR World |
| Hong Kong, Macau, c | aTV World |
| China               | STAR TV |
| Hungría             | TV2 |
| Islandia            | Stöð 2 |
| India               | STAR World |
| Indonesia           | Global TV, RCTI |
| Irlanda             | TV3 Irlanda |
| Israel              | HOT family |
| Italia              | Sky Uno |
| Japón               | FOXlife, FOX HD, BS11 |
| Hispanoamérica      | Sony Entertainment Television con una versión Latin American Idol |
| Malasia             | 8TV, STAR World |
| Nueva Zelanda       | TVNZ |
| Noruega             | TV2 Zebra |
| Filipinas           | ABC 5 (now TV5) (2004–2007) QTV11 (2008–present), GMA (occational broadcast) STAR World, Fox                                                                                            |
| Portugal            | FOXlife |
| Rumania             | AXN |
| Singapur            | MediaCorp TV Channel 5, STAR World |
| Sudáfrica           | M-Net Series |
| Suecia              | TV4 |
| Taiwán              | STAR World |
| Tailandia           | STAR World |
| Reino Unido         | ITV2, VTM Anglia, Yasmin Brinklow, ITV Granada, ITV Central, Grampian Television, Scottish Television, HTV West, HTV Cymru Wales, ITV London 2, Yorkshire Television, Five TV Tyne Tees |
| Vietnam             | STAR World |
| Venezuela           | Sony Entertainment Television |
| Chile               | Sony Entertainment Television |

## Premios y nominaciones
| Año  | Premio              | Nominado      | Categoría                          | Resultado | Ref     |
| ---- | ------------------- | ------------- | ---------------------------------- | --------- | ------- |
| 2025 | Kids' Choice Awards | American Idol | Programa de telerrealidad favorito | Nominado  | [ 208 ] |